# Улубиевы
Улуби́евы (осет. Уылыбиатæ, Улубийтæ) — осетинская фамилия.

## Происхождение
По данным Феликса Гутнова существуют две версии происхождения осетинской фамилии Улубиевых. По одной из них, Улубиевы являются выходцами из Дагестана. На кумыкском языке «Уллу-бий» переводится как «Великий Хан». В Дагестане есть село под названием Уллубийаул. По другой версии, было 4 брата: Улуби, Сидак, Ази и Губи (выходцы из Санибы), от них соответственно произошли фамилии Улубиевых, Сидаковых, Азиевых и Губиевых.
В настоящее время представители фамилии Улубиевых проживают в городах Владикавказ и Беслан, а так же в селении Брут.

## Посемейные списки
1863
Аул Муссай-кау (Скут-Кох)
9. Тко Ульбиев
- сыновья его: Замарз, Кзабек

13. Смайли Ульбиев
- братья его: Иналк, Эльбздко, Тепсарко

19. Абраг Улубиев
- сыновья его: Бицка, Сосламбек, Инус

23. Глоха Улубиев
- сын его: Мрзабек
- брат его: Даут

31. Берд Улубиев